# Chilehaus
Chilehaus (njem. za „Čileanska kuća”) u Hamburgu je deseterokatna poslovna zgrada koja je izgrađena od 1922. – 1924. godine prema nacrtima arhitekta Fritza Högera u iznimno stilu moderne arhitekture, poznatom kao „ekspresionizam opeke”. Zbog toga je Chilehaus, zajedno s lučkom i poslovnom četvrtima Speicherstadt i Kontorhaus, upisana na UNESCO-ov popis mjesta svjetske baštine u Europi 2015. godine.
Ova velika oštrokutna zgrada nalazi se u četvrti Kontorhausviertel i pokriva oko 6.000 m² u ulici Fischertwiete. Naručio ju je magnat brodskog prijevoza, Henry B. Sloman, koji se obogatio trgovinom salitrom iz Čilea, po čemu je zgrada i dobila svoje ime. Kako je zgrada građena tijekom njemačke hiperinflacije, nemoguće je izračunati troškove njezine izgradnje, ali se pretpostavlja da je koštala oko 10 milijuna njemačkih maraka.
Zgrada je slavna po svom krovu koji podjeća na pramac broda, te zbog svog pročelja koje tvori oštar kut na sjecištu ulica Pumpen i Niedernstrasse. Zbog se čega zgrada, usprkos teškom materijalu fasade, opeci, doima kao jako lagane građe. Struktura joj je od armiranog betona, obložena s 4,8 milijuna tamnih Oldenburg opeka. Izgrađena je na jako nepristupačnom terenu i da bi se učvrstila bilo je potrebno postaviti temelje na 16 m dubokim stubovima od armiranog betona. Kiparske ukrase na stubištima i na pročelju izveo je kipar Richard Kuöhl.

## Poveznice
- Bauhaus, Dessau
- Stambena naselja berlinske moderne

## Vanjske poveznice
- Chilehaus webcam od Chilehausa prema Hamburg-Speicherstadt, Elbe Filharmoniji i Hamburškoj luci (engl.)

|  | Zajednički poslužitelj ima još gradiva o temi Chilehaus |